# 天高二
金牛座97，又名BD+18 743，HD 30780、SAO 94164、HR 1547，是金牛座的一颗恒星，视星等为5.1，位于銀經181.38，銀緯-15.91，其B1900.0坐标为赤經4h 45m 31.3s，赤緯+18° -15.91′ 11″。